# Bobina d'accensione

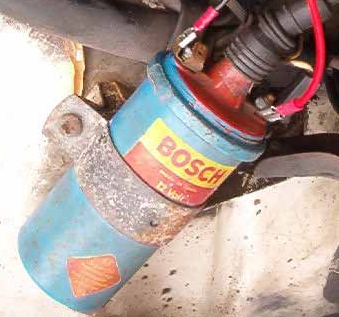
Bobina d'accensione automobilistica (IDI)

Una bobina d'accensione è un trasformatore situato all'interno di un motore a combustione interna che permette la generazione di una differenza di potenziale atta ad indurre scariche elettriche attraverso le candele. La bobina è necessaria per i motori ad accensione comandata, garantendone l'avviamento ed il corretto funzionamento.

## Funzionamento
La bobina d'accensione ha l'importante compito d'innalzare la tensione in entrata dalla dinamo, dalla batteria o dalla centralina, fino a portarla ad un livello sufficiente (generalmente durante il funzionamento del motore si va dai 5 kV ai 30 kV, ma si può arrivare anche a 50 kV), per far sì che ai due elettrodi della candela si possa formare la scintilla. Si utilizza la bobina perché sarebbe impossibile la realizzazione di un intero impianto capace di sopportare tale tensione. Quindi nel resto dei componenti la tensione è di 6 V, 12 V o 24V (negli impianti che utilizzano la batteria) e solo in uscita dalla bobina raggiunge elevata tensione, mentre in altri impianti, come nelle accensioni CDI (capacitor discharge ignition), nelle quali non si utilizza la batteria, ma un generatore, il quale generalmente genera 50 V, con i sistemi CDI si può avere un ingresso di 400 V.

## Tipo e descrizione

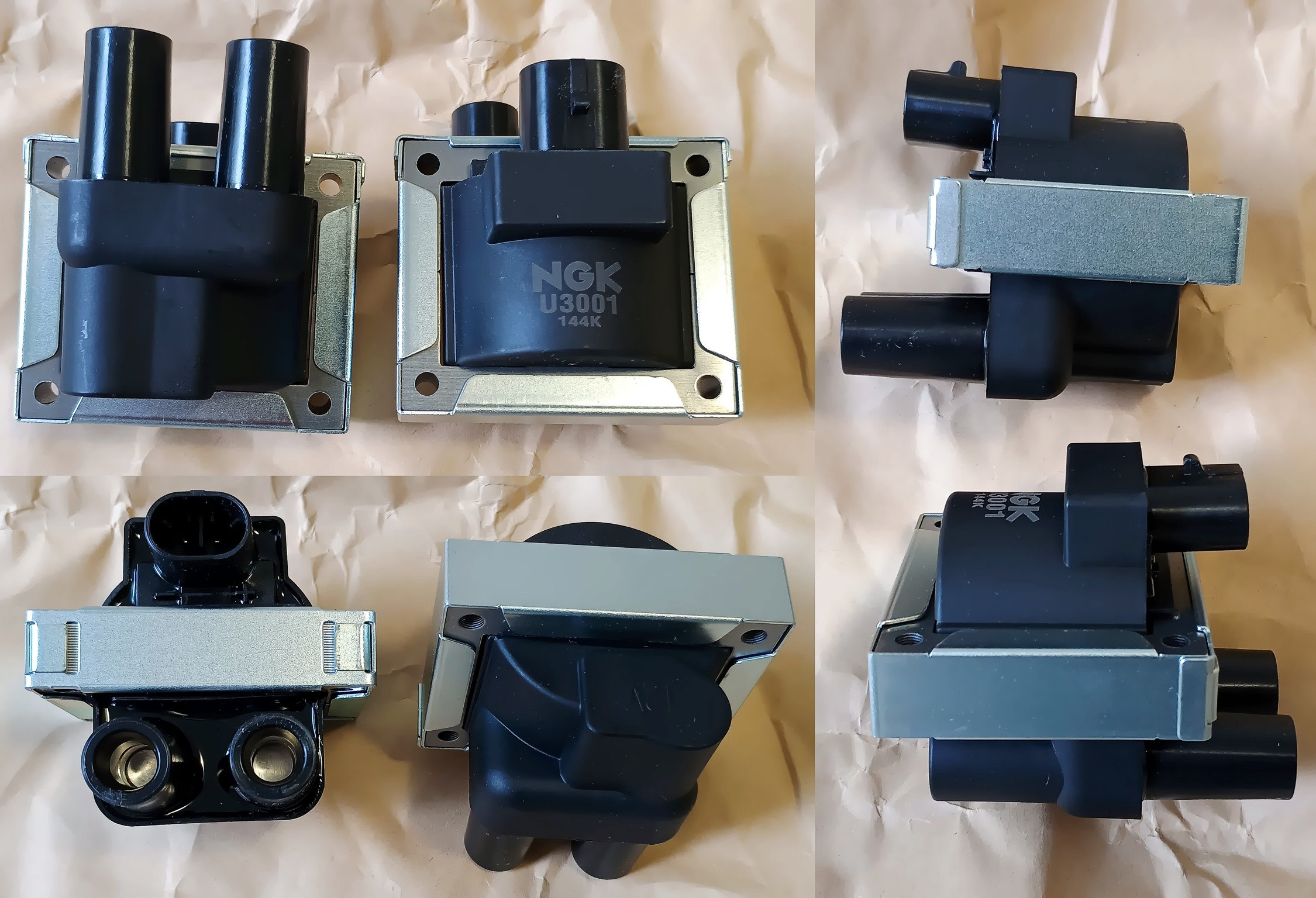
Bobine a scarica persa, vista da tutti i lati

Le bobine sono generalmente di forma cilindrica, realizzate esternamente in materiale isolante. Possono essere a bagno d'olio o in resina, ed all'interno presentano due avvolgimenti (primario e secondario) formati da un numero di spire nell'ordine delle centinaia che formano l'autotrasformatore elevatore di tensione. Le bobine inoltre hanno due morsetti di collegamento: il positivo (alimentazione) e la massa.
Le differenze tra le varie bobine d'accensione sono definite a seconda del tipo costruttivo:
- A secondario chiuso o Ohmica-induttiva: sono le più usate sulle motociclette e sulle auto di ultima generazione; hanno un'uscita per la candela (cavo alta tensione) tramite la quale l'energia della bobina si scarica sulla candela, percorre il motore e va a massa. Per queste bobine sono usati cavi d'accensione induttivi.

Schema di funzionamento di un sistema a scarica persa (Citroën 2CV)

- A salto di scintilla (o scintilla persa) o Ohmica-induttiva-capacitiva[1][2][3]: sono presenti sulla maggior parte delle automobili circolanti[4] e poco usate sulle motociclette, generalmente solo per alcuni motori bicilindrici o quadricilindrici. Hanno due uscite per le due candele. La bobina causa la scarica all'interno di entrambe le candele nello stesso momento: una di queste innescherà l'accensione della miscela di combustibile, mentre l'altra avverrà durante la fase di scarico dell'altro cilindro. Per queste bobine sono usati cavi d'accensione resistivi o muniti di resistenza di Ballast dato che altrimenti si rischia il surriscaldamento della bobina d'accensione. Il vantaggio dato dalle bobine a salto di scintilla è quello di non richiedere il distributore, tipico dei motori pluricilindrici a spinterogeno o con qualsiasi altro sistema d'accensione a una sola bobina d'accensione, permettendo una migliore affidabilità negli attraversamenti di guadi. Lo svantaggio di tali bobine è di causare una maggiore usura delle candele ed una perdita d'efficienza (minore energia di scarica) data dalla doppia scarica che deve essere indotta (esattamente come con il distributore).

Attualmente si utilizzano le bobine a secondario chiuso, per via della loro migliore efficienza; alcuni dei sistemi d'accensione moderni non richiedono il distributore, ma adoperano una bobina per cilindro.

## Classificazione
Le bobine possono essere per:

A: Accensione di tipo IDI
B: Accensione di tipo CDI

- Sistemi IDI: queste bobine hanno un ingresso che generalmente è compreso da un minimo di 6 V (mezzi d'epoca) a un massimo di 24 V (autocarri), generalmente hanno un ingresso di 12 V (autoveicoli e alcuni motocicli).
- Sistemi CDI: queste centraline hanno un ingresso generalmente di 400 V prodotto da una centralina elettronica.

## Accorgimenti

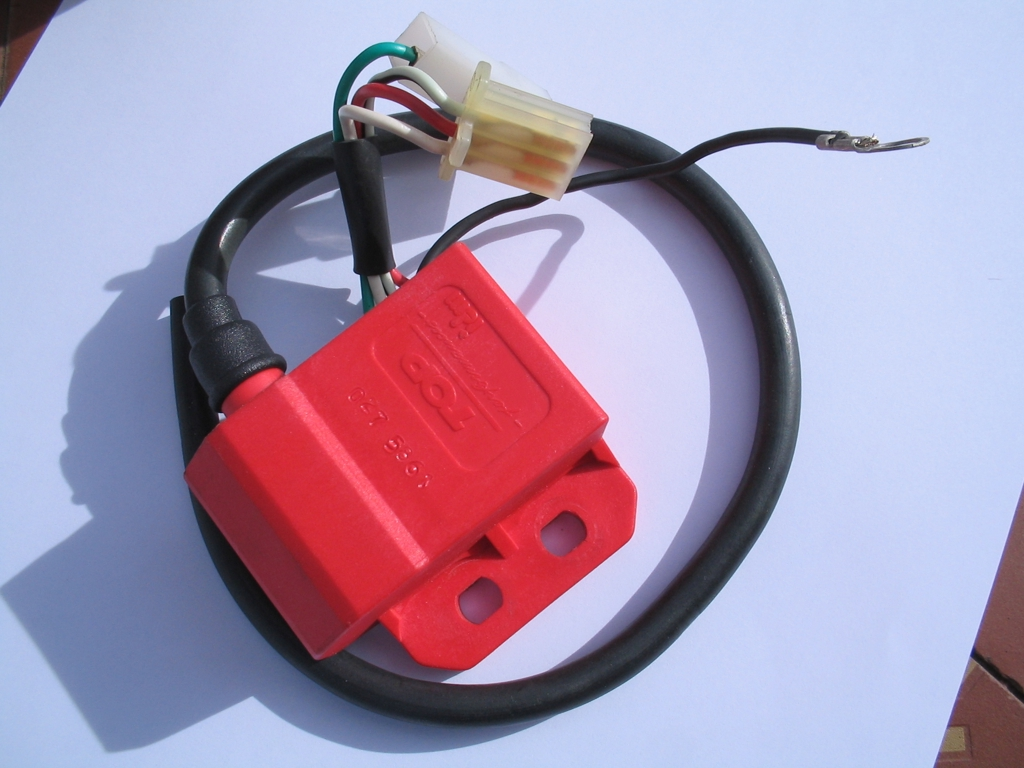
Bobina integrata nella centralina

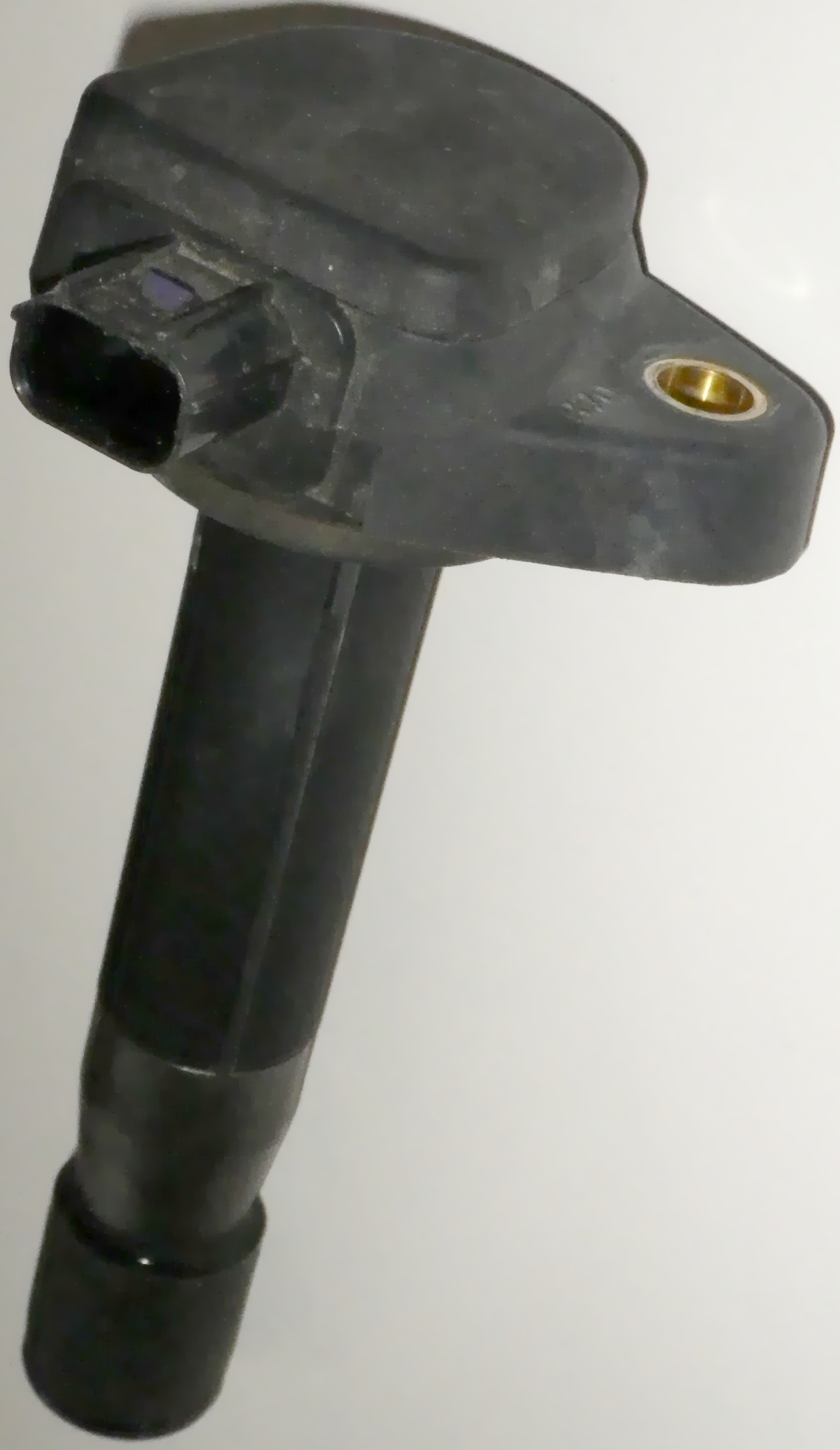
Bobina integrata nella pipetta della candela d'accensione

Quest'elemento, per aumentare l'efficienza dell'impianto d'accensione, può essere:
- Integrato con la centralina d'accensione: permette anche di ridurre i costi.
- A blocco[5]: le bobine sono tutte fisicamente collegate tra loro in modo da dover usare un solo alloggiamento.
- Ad accensione diretta: integrato con le pipette d'accensione, è vantaggioso sotto il profilo economico solo in caso di un motore monocilindrico a una candela, mentre negli altri casi questa soluzione permette di non dover utilizzare il cavo ad alta tensione.